# Резолюция 244 на Съвета за сигурност на ООН
Резолюция 244 на Съвета за сигурност на ООН е приета единодушно на 22 декември 1967 г. по повод Кипърския въпрос.
Като взема предвид мнението на генералния секретар по въпроса, както и изразеното желание от страна на Република Кипър престоят на Мироопазващите сили на ООН в Кипър да бъде удължен и след 26 декември 1967 г., с Резолюция 244 Съветът за сигурност, заставайки зад предишните си резолюции по Кипърския въпрос, удължава срока на престой на Мироопазващите сили на ООН, разположени в Кипър, с още три месеца — до 26 март 1967 г. Резолюцията призовава всички страни в конфликта да проявяват максимална сдържаност и да положат целенасочени усилия за постигане целите на Съвета за сигурност.
След 1965 г. Резолюция 244 е първата резолюция относно Мироопазващите сили на ООН, разположени в Кипър, в която Съветът за сигурност не изказва надежда, че мисията на мироопазващите сили ще бъде прекратена след изтичането на определения от резолюцията краен срок на техния престой на острова.